# Haptymenium
Haptymenium là một chi rêu trong họ Pterigynandraceae.